# Edward Treacher Collins

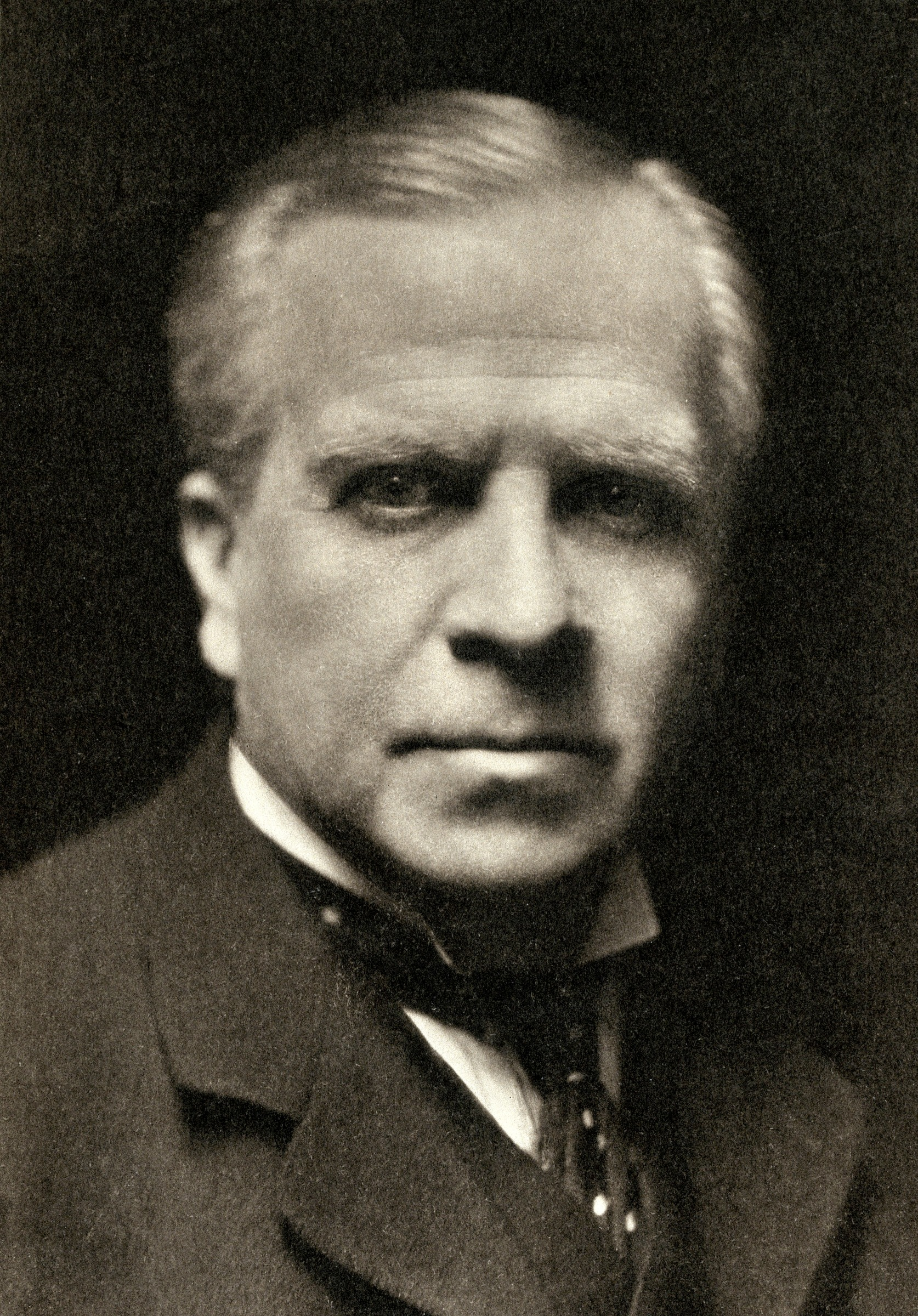
Edward Treacher Collins

Edward Treacher Collins (Londres, 28 de maio de 1862 — Londres, 13 de dezembro de 1932) foi um cirurgião e oftalmologista britânico. Ficou conhecido por ter estudado e descrito a Síndrome de Treacher Collins.
Edward cursou a Universidade de Londres, em 1879 iniciou os estudos no Hospital de Middlesex e recebeu seu diploma de medicina em 1883. Influenciado por seu irmão mais velho, Sir William Collins, especializou-se em oftalmologia. Como interno, ficou no Hospital dos Olhos de Morfields, onde continuou como um membro da faculdade por 48 anos. Seu trabalho culminou na publicação de "Pesquisas na anatomia e patologia dos olhos" em 1896, que lhe rendeu reconhecimento mundial.